# Carex tessellata
Carex tessellata är en halvgräsart som beskrevs av Richard Spruce och Charles Baron Clarke. Carex tessellata ingår i släktet starrar, och familjen halvgräs. IUCN kategoriserar arten globalt som akut hotad. Inga underarter finns listade i Catalogue of Life.